# Dorfkirche Dreetz

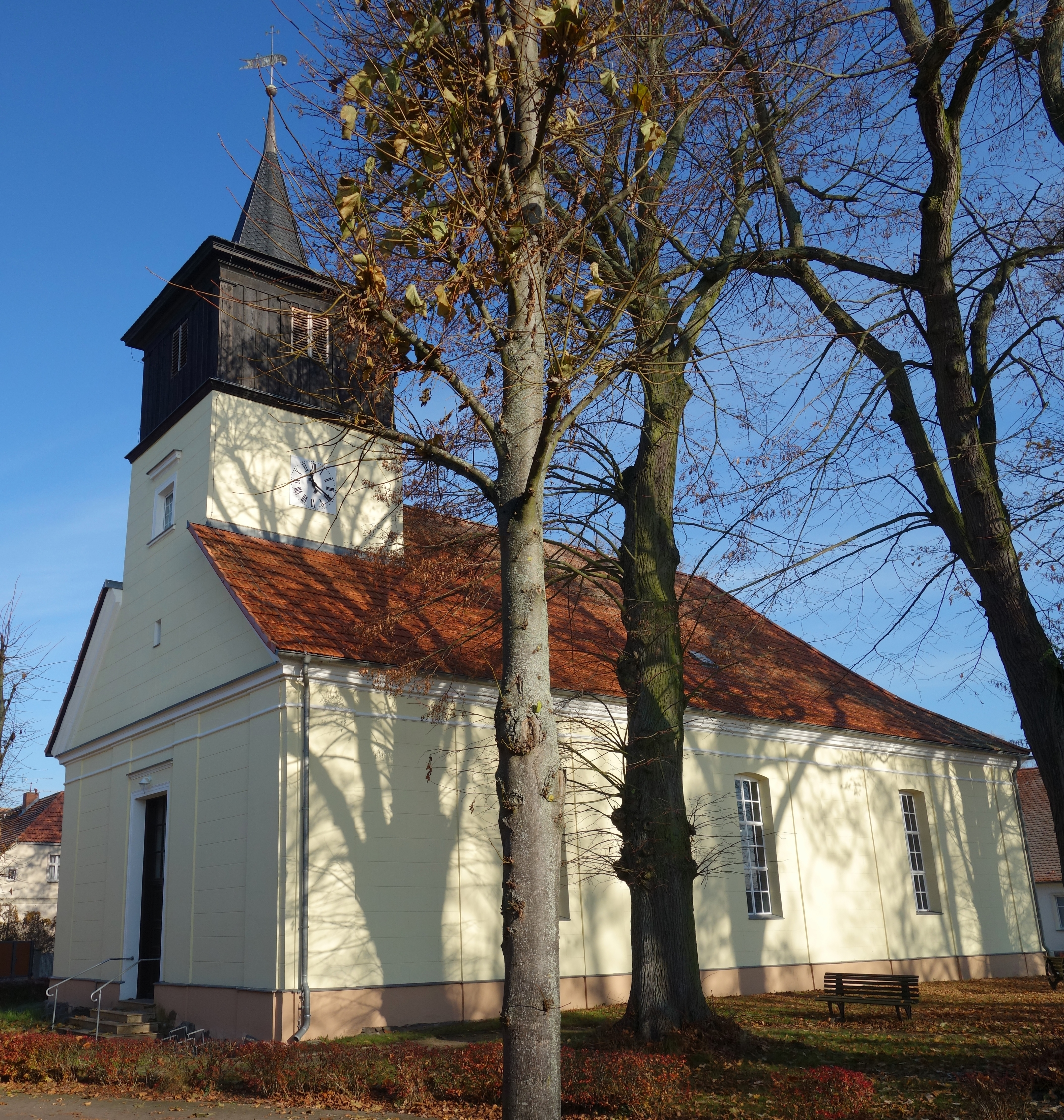
Dorfkirche Dreetz

Die evangelische, denkmalgeschützte Dorfkirche Dreetz steht in Dreetz, einer Gemeinde im Landkreis Ostprignitz-Ruppin in Brandenburg. Die Kirchengemeinde gehört zum Pfarrsprengel Sieversdorf im Kirchenkreis Prignitz der Evangelischen Kirche Berlin-Brandenburg-schlesische Oberlausitz.

## Beschreibung
Die verputzte Saalkirche wurde 1778 erbaut. Sie besteht aus einem Langhaus, aus dessen Dach sich im Westen ein quadratischer, schiefergedeckter Dachreiter erhebt, der hinter seinen Klangarkaden den Glockenstuhl beherbergt und mit einem Pyramidendach bedeckt ist. Er trägt zwei Glocken, welche 1472 und 1925 gegossen wurden.  
Der Innenraum, der Emporen an drei Seiten hat, ist mit einer verputzten Flachdecke überspannt. Zur Kirchenausstattung gehört ein Kanzelaltar vom Anfang des 17. Jahrhunderts, dessen Altarretabel zwischen ionischen Säulen das Abendmahl zeigt. Die Brüstung der polygonalen Kanzel ist mit ionischen Säulen unterteilt, zwischen denen sich Gemälde mit der Darstellung der vier Evangelisten befinden. 
Die Orgel mit elf Registern auf einem Manual und Pedal wurde 1884 von Albert Hollenbach gebaut.